# لوکاس اویدو
لوکاس اویدو (انگلیسی: Lucas Oviedo؛ زادهٔ ۱۹ آوریل ۱۹۸۵) بازیکن فوتبال اهل آرژانتین است.
از باشگاه‌هایی که در آن بازی کرده‌است می‌توان به باشگاه فوتبال اتلتیکو تیگره اشاره کرد.